# Seita
Seita (latim secta = "secionar", "dividir", "sectar") de forma geral é um conceito complexo utilizado para grupos que professam doutrina, ideologia, sistema filosófico, religioso ou político divergentes da correspondente doutrina ou sistema dominantes.
O termo “seita” é usado amplamente e é aplicado a grupos que seguem um líder vivo que promove doutrinas e práticas novas e não-ortodoxas.
Segundo Peter L. Berger, seita seria a organização de um grupo contra um meio que consideram hostil ou descrente. O grupo então se fecha em um corpo de doutrinas e vê o restante da sociedade como inerentemente má ou pecadora, passível da ira divina, que inevitavelmente sobrevirá sobre eles. As seitas de orientação cristã usam as noções de pecado e santificação como forma de dar legitimidade discursiva aos neófitos e manter os que já são seguidores. A saída do grupo pode acarretar diversos efeitos psicossociais em decorrência do sentimento de solidão, de autoculpabilização e da hostilidade advinda do grupo que se está deixando. Sair de uma seita nunca é fácil porque ela exerce controle sobre toda a vida individual e coletiva dos indivíduos. As seitas, assim como as religiões instituídas, são agências reguladoras do pensamento e da ação, mas com a diferença de que na seita a regulação tende a ser mais totalizante, devido ao rígido controle que exercem sobre os sujeitos.
Embora o termo seja frequentemente usado apenas às organizações religiosas ou políticas, estende-se também à adesão a grupos militantes minoritários em tensão com a sociedade ampla.

## Abordagem Sociológica
Existem várias definições e descrições sociológicas diferentes para o termo Entre o primeiro a defini-los foram Max Weber e Ernst Troeltsch (1912).  na tipologia igreja-seita as seitas são descritas como grupos religiosos recém-formados que se formam para protestar contra elementos da sua religião originária, geralmente uma denominação. Sua motivação tende a situar-se em acusações de apostasia ou heresia na denominação de origem; eles estão muitas vezes condenando as tendências liberais no desenvolvimento denominacional e defendendo um retorno à verdadeira religião. Os sociólogos norte-americano Rodney Stark e William Sims Bainbridge afirmam que "seitas afirmam ter purgado a versão autêntica, renovado da fé a partir do qual eles se separaram". Esses sociólogos ainda afirmam que as seitas têm, em contraste com as igrejas, um alto grau de tensão com a sociedade envolvente. Outros sociólogos da religião, como Fred Kniss afirmaram que o sectarismo é melhor descrito em relação ao que a seita possui em tensão. Alguns grupos religiosos existem em tensão apenas com grupos co-religiosos de diferentes etnias, ou existem em tensão com o conjunto da sociedade e não a igreja que a seita originou.
O sectarismo às vezes é definido dentro da sociologia da religião como uma visão de mundo que enfatiza a legitimidade única de credo e práticas dos crentes e que aumenta a tensão com a sociedade em geral através de práticas de fronteira-manutenção.
O sociólogo inglês Roy Wallis argumenta que uma seita é caracterizada por "autoritarismo epistemológico": seitas se definem como fonte de autoridade para a atribuição legítima de heresia a outros grupos. De acordo com Wallis, "seitas estabelecem uma reivindicação de possuir acesso exclusivo e privilegiado à verdade ou a salvação e seus adeptos comprometidos normalmente consideram todos aqueles que estão fora dos limites da coletividade como "um erro". Ele contrasta isso com um culto que descreve como caracterizada pelo "individualismo epistemológico", pelo qual "o culto não tem lugar claro de autoridade final para além do membro individual".
Normalmente os adeptos de uma seita negam que esta seja um grupo sectário, pois acreditam que suas visões de mundo consistem na verdade plena.
Comumente, as seitas adquirem atributos religiosos como a aderência a um líder, formulação de um corpus de ensinos aceitos e ratificados por suas autoridades, promoção de eventos socializadores, disposição de símbolos identificadores comuns, sentimento de superioridade em relação aos não-membros, noção de oposição entre sagrado/profano no sentido proposto por Durkheim, Eliada e Otto.
Com tempo, muitas seitas desaparecem por falhar em adquirir novos membros ou tornam-se denominações religiosas quando ganham status de aceitabilidade na sociedade local. Às vezes, uma seita passa a ser a matriz religiosa de grande parte da sociedade, como foi o caso do Cristianismo e do Budismo. O Cristianismo surgiu como uma seita judaica e expandiu para torna-se a Religião ou Igreja do Império Romano.